# Fittkauimyia serta
Fittkauimyia serta är en tvåvingeart som beskrevs av Roback 1971. Fittkauimyia serta ingår i släktet Fittkauimyia och familjen fjädermyggor.
Artens utbredningsområde är Florida. Inga underarter finns listade i Catalogue of Life.